# Cetin
Tvrđava Cetin nalazi se 5 km južno od Cetingrada, iznad naselja Podcetina. Tko je sagradio ovu tvrđavu, kada je sagrađena i po kojim kriterijima je odabrana ova lokacija, nije poznato. Rimski natpisi na kamenim pločama (koje su vjerojatno završile u bečkom muzeju) su dokaz da su Cetinom nekad davno vladali Rimljani, odnosno da je Cetin tada postojao. 

## Zemljopisni položaj
U neposrednoj blizini tvrđave nalaze se dosta viša brda, što je dokaz da graditelji nisu znali za topnička oružja. Pokraj tvrđave u prošlosti je vjerojatno vodio važan stari prometni put koji je povezivao sjeverne dijelove Hrvatske s Primorjem, još za hrvatskih narodnih vladara. U kasnijim fazama srednjeg vijeka ovuda je prolazila također važna cesta, koja je vodila iz slovenskih krajeva prema Bosni. Križala se s drugom važnom cestom kod nedalekog Klokoča. Ta druga cesta spajala je Senj i Modruš s Karlovcem i Siskom. Sve je to pogodovalo da se ovdje razvije veliki srednjovjekovni grad i važno trgovište, kojem je zbog osiguranja trebala utvrda. Istočno od Cetingrada je rječica Ruševica.

## Izgled
Cetinska utvrda postoji još od 14. stoljeća. Malo se zna o prvobitnom izgledu, zbog dugotrajne napuštenosti, zbog izostanka tlocrta, planova i dugotrajne turske vlasti.
U stara je vremena grad bio jako utvrđen. Oko njega su bili dvostruki obrambeni bedemi visoki 18 metara. Na njima su bile kule i osmatračnice. Izgledom je posvema drugačija od hrvatskih utvrda i zamkova. Poznato je da je na sjeverozapadu još prije Turaka bio bastion, Lenkovićev bastion. Ali-paša Bosanski da je sagraditi Hergarsku kulu 1739., a Mehmed-paša glavnu kulu Drenđulu (pregrađena i nadograđivana stara srednjovjekovna branič-kula) 1756./1757. Polukula i okruglih kula nema, nego višekutni bastioni, oni koji se grade u 16. st. kojima su sklonost pokazivali osmanski graditelji. Osmanski bastioni ("tabije") građeni su na mjestu starih dijelova utvrde. 
Begova tabija bila je kod ulaza na sjeveroistoku, na jugu Nebojša. Do nje je bio pašin stan, a do njega Hergarska tabija. Hergarska je bila na zapadu kod tzv. ciganskih vrata. Kroz njih se ulazilo u predvorje. Stara predturska Lenkovićeva tabija bila je na sjeverozapadu. Mošeja se nalazila pred glavnim ulazom. Nastambe stanovnika bile su oko Drenđule, glavne kule s drvenim čardacima. Nakon oslobođenja sačuvalo se više dokumentacije, a iz zadnjih dana postoji fotografija. Polovicom 19. stoljeća unutar utvrde je velika krajiška vojarna. Radikalno pretvaranje u vojarnu dosta je oštetilo utvrdu. Kao i u turskim vremenima, ovdje je bilo sjedište visokog vojnog zapovjednika. Sve do 1860. bila je boravištem vojnog zapovjednika Korduna. Fotografija iz 1866. zabilježila je gradski zid s kruništem ispred Drenđule, a desnog od njega ulaz s pokretnim mostom i Begova tabija. Uskoro je utvrda prodana i razorena po nalogu krajiške uprave.

## Povijest
Župa Svih svetih prvi put se spominje 1334. godine. Kralj Žigmund Luksemburški godine 1387. u znak zahvalnosti darovao je Cetin i još neke posjede knezu Ivanu V. Krčkom.
Srednji vijek bio je razdoblje najvećeg procvata Cetina. Pokraj velebne tvrđave, najveće na širem području tadašnje središnje Hrvatske, nalazili su se veliki franjevački samostan i nekoliko crkava (sv. Mirka, stara crkva Marijina Uznesenja). Vodoopskrba je išla s Kloštarskog vrela neposredno pod cetinskim zidinama. Nagađa se da je možda je upravo u relativno sačuvanom dijelu utvrde bio najprije franjevački samostan u kojem je održan Cetinski sabor.
U to vrijeme Cetin je bio u posjedu Frankopana. U 15. stoljeću nastao je njihov ogranak poznat pod nazivom Frankopani Cetinski. Ivan Frankopan Cetinski poginuo je u Bitki na Krbavskom polju, a njegov brat Grgur i sin Franjo Frankopan postali su kaločki nadbiskupi. S njima je ogranak izumro, a Cetin je prešao u ruke Frankopana Slunjskih.

U hrvatskoj povijesti Cetin je odigrao važnu ulogu. Poslije poraza u Mohačkoj bitki između ugarsko-hrvatskih i turskih snaga 1526. godine, dolazi do rasula u tadašnjem Ugarskom-Hrvatskom kraljevstvu. 
 Krajem godine na saboru u Cetinu sastao se jedan dio hrvatskoga plemstva i 1. siječnja 1527. god. izabrao Ferdinanda Habsburškog za hrvatskog kralja. Tom je prilikom grb s kvadratima prvi put korišten na hrvatskom državnom dokumentu. Novi kralj je obećao da će braniti sve povlastice, prava i slobode Kraljevine Hrvatske i njezinih stanovnika, te ih materijalno i vojno pomagati u boju za obranu od Turaka. Od tada je sudbina Hrvata skoro 400 godina usko povezana s Austrijom, a cetinska tvrđava se našla na braniku hrvatske domovine.
U stoljetnim bitkama s Turcima tvrđava je teško oštećena i postala je gotovo neupotrebljiva. U Hrvatskom povijesnom muzeju u Zagrebu pohranjene su dvije kamene ploče koje svjedoče o popravku tvrđave u 18. stoljeću dok je bila pod turskom vlašću. Nekoliko je puta mijenjala vlasnika. Premda granična i služila za obranu, upravo su ju hrvatske i austrijske snage učestalo rušile, vodeći se tad raširenom strategijom rušenja napuštenih utvrda, da ne bi poslužile neprijatelju.
Osmanlije su prvi put zauzele godine 1536., ali nakratko. Temeljito ga obnavljaju. Pod vlast Habsburške Monarhije opet je 1578. kad ga je preuzeo kralj Rudolf. Habsburške snage su srušile Cetin (1584.) 1586. godine. Napušten je kao ruševina. Osmanlije su dobro shvaćale važnost Cetina kao oslonca kod njihova četovanja i napadanja na krajinu, te kao utočište i obranu iza stradanja. 
Dogodio se ugovor Frankopana i bosanskog paše, da će cetinska utvrda ostati pusta. Dogovoreno se nije poštovalo u potpunosti, a naposljetku je napuštena 1596. godine. Po dopuštenju Vuk Frankopan 1638. minirao je utvrdu. 
Osmanlije nisu propustili unatoč ustanovljenim primirjima od godine 1635. opet ga zauzeti i učvrstiti. Oštećenu je utvrdu oslobodio Gašpar Frankopan i ponovo ju srušio. Osmanska se vlast stabilizira od 1670., unatoč čestim opsadama carske austrijske vojske.
Godine 1739. vezir-paša Ećimović popravio je i dodatno utvrdio utvrdu. Cetin je namjeravao zauzeti habsburški general Laudon 1789. godine, no 1790. je godine general Wallisch krenuo pod Cetin. Snage su stigle nadomak grada 23. lipnja. Odmah su stali namještati bitnice i sipati vatru na grad. 20. srpnja austrijske su snage krenule u juriš. Prvi, koji se popne kroz provale i dopre do glavne kule Drenđule, zapalio je grad, koji je za pol sata sav bio u ognju. Turske su se snage povukle u neredu uz gubitke. Utvrda je gorjela četiri dana i izgorjeli su svi drveni objekti. Tako su 1790. god. austrijske čete pod zapovjedništvom generala Walischa konačno oslobodile i vratile Cetingrad u sastav Habsburške monarhije (Vojna krajina). Za zasluge u bitki, koja je trajala mjesec dana, više časnika je odlikovano. Svištovačkim mirom potvrđen je status područja Cetingrada, kao i starog grada Drežnika koji je oslobođen u isto vrijeme. 1809. godine, na poticaj Francuza, Turci su ponovo zauzeli utvrdu, ali su ju već 1810. morali napustiti pod prijetnjom maršala Marmonta, upravitelja Ilirskih provincija. U povijesnim zapisima iz tog vremena umjesto imena Cetin upotrebljava se naziv Czettin. Osmanlije su neuspješno opsjele grad 1813. i 1814. godine.
Krajem 19. stoljeća, poslije austrijskog zaposjedanja Bosne i Hercegovine, sva administrativna i upravna vlast iz Cetina je preseljena u novo naselje Vališ Selo (nazvano po austrijskom generalu, današnji Cetingrad), a cetinska tvrđava ostala je napuštena i zaboravljena. Ostaci zidina i gomila kamenja su danas jedini i nijemi svjedoci o burnoj prošlosti impozantne cetinske tvrđave.

## Vanjske poveznice
- Cetingrad  Arhivirana inačica izvorne stranice od 12. ožujka 2012. (Wayback Machine)
- Hrvatski povijesni muzej
- Ploča s orijentalnim natpisom  Arhivirana inačica izvorne stranice od 19. veljače 2005. (Wayback Machine)
- Izvori za izbor Ferdinanda Habsburškog za hrvatskog kralja u Cetingradu  Arhivirana inačica izvorne stranice od 6. siječnja 2007. (Wayback Machine)
- Stara fotografija i opis Cetingrada iz 1866. godine
- Cetin, stari grad Hrvatska tehnička enciklopedija, portal hrvatske tehničke baštine. LZMK